# آلسیو جوستینی
آلسیو جوستینی (انگلیسی: Alessio Giustini؛ زادهٔ ۲۷ ژوئیهٔ ۱۹۹۱) بازیکن فوتبال اهل ایتالیا است.
از باشگاه‌هایی که در آن بازی کرده‌است می‌توان به باشگاه فوتبال دلفینو پسکارا اشاره کرد.